# Scottish Maiden

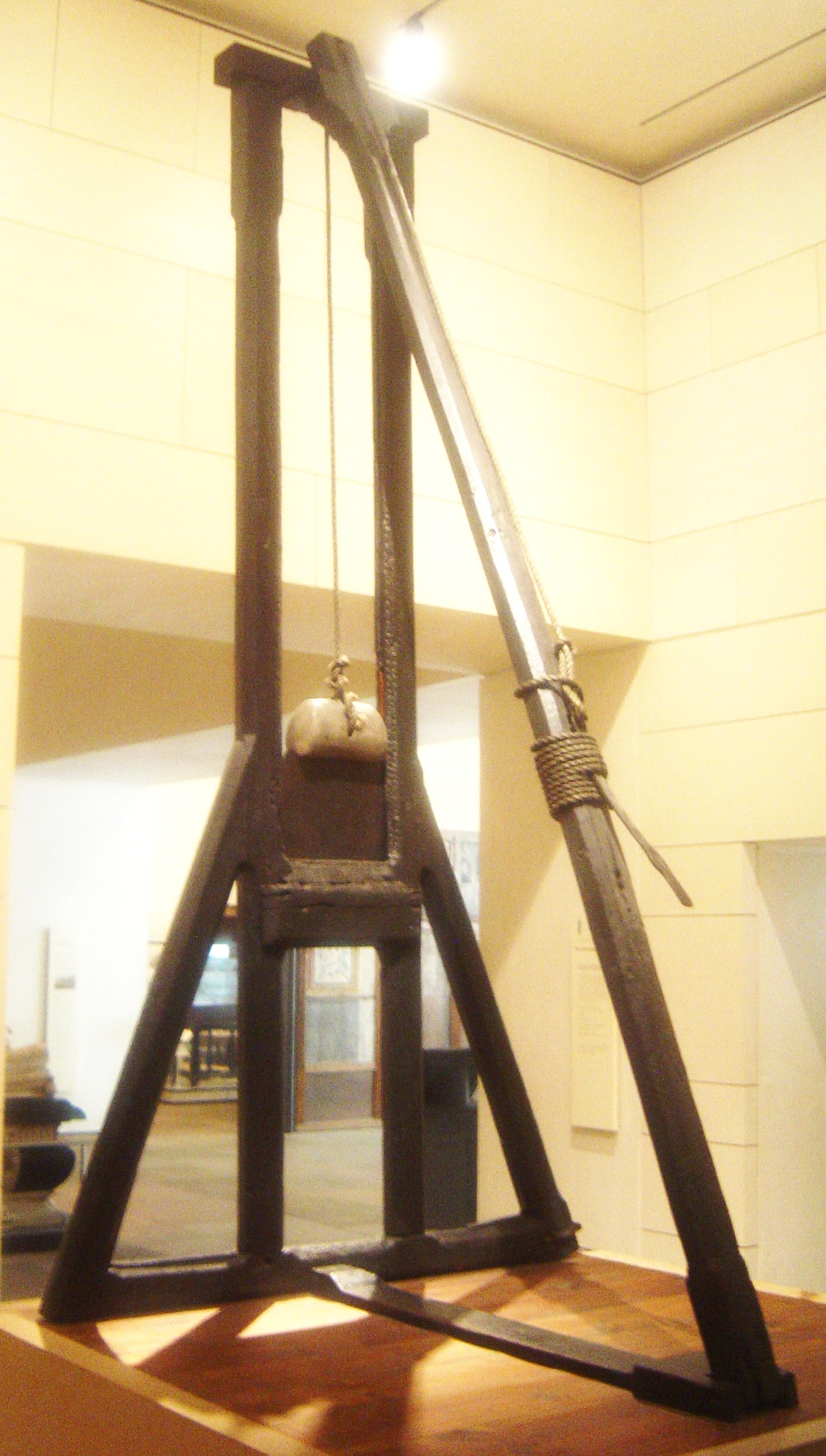
The Scottish Maiden

Die Scottish Maiden (übersetzt Schottische Jungfrau) war ein Vorläufer der Guillotine und wurde in Schottland zwischen 1564 und 1708 für Hinrichtungen verwendet.

## Aufbau derScottish Maiden
Die Tötungsmaschine war aus Eichenholz gefertigt und bestand aus drei Armen, wobei ein Auslegerarm die zwei senkrecht stehenden Balken stützte. Das Gerät hatte eine ungefähre Höhe von drei Metern. Die Klinge bestand aus Eisen mit einem Stahlmantel und war zirka 33 cm lang sowie 26 cm hoch. Am oberen Ende der Klinge wurden Gewichte von etwa 34 kg befestigt, die die Klinge in den ins Holz geschnittenen und mit Kupfer ausgekleideten Führungsschienen nach unten drückten. Das Messer schlug in der unteren Endlage auf einen mit Blei ausgegossenen Holzblock. Die Klinge war waagerecht.

## Geschichte
Diese Art der Hinrichtung wurde in Schottland unter König Jakob I. aus Halifax vom Regenten James Douglas, 4. Earl of Morton eingeführt. Dieser wurde schließlich selbst zum Opfer dieser Tötungsmaschine, wenn auch, entgegen allen Legenden, nicht als erstes.
Diese Maschine geht auf das um 1280 entstandene Fallbeil von Halifax zurück, im Unterschied zur Scottish Maiden lagen die Opfer dabei. Außerdem war ein Brett für die Kopfauflage ähnlich dem Unterteil einer Lünette angebracht.
Von 1564 bis 1708, als die Maiden abgeschafft wurde, waren damit inzwischen etwa 150 Personen hingerichtet worden. Zu den Opfern zählte unter anderem Archibald Campbell, der 9. Earl of Argyll, der wegen einer Rebellion gegen König Jakob II. zum Tode verurteilt und hingerichtet wurde.
Heute steht die Maiden im schottischen Nationalmuseum in Edinburgh.